# Utrechti Köztársaság
Az Utrechti Köztársaság (búr nyelven Republiek van Utrecht) egy 1852 és 1858 között fennállt búr államalakulat volt a mai Dél-afrikai Köztársaság keleti felén, amely az ottani Utrecht városát és környékét uralta, illetve ez a város volt mind a székhelye, mind a névadója az államnak.
Az államot azok a búrok alapították, akik a Kliprivieri Köztársaság 1848-as brit annexiója után délről vándoroltak északra. Nagyobb részük létrehozta a két legfontosabb búr államot Transvaalt és Oranje-t. Egy kisebb csoportja búroknak Mpande zulu királytól földet vásárolt egy nagy csorda szarvasmarháért cserébe a Buffel-folyótól keletre.
Itt a telepesek megalapították Utrecht városát, amely önálló köztársasággá szerveződött Andreas Theodorus Spies vezetésével, aki Klipriever egykori elnöke volt. Spies 1855-ig volt az új állam elnöke. A köztársaság a holland trikolórt tette meg nemzeti lobogónak. 1855-ben Johannes Christoffel Steynt választották elnöknek, de 1856. februárjában ismét Spies ült az államfői székbe.
Az állam nem bírt túlzottan nagy területtel. Körülbelül 32-64 km hosszúságú régiót uralt.
A szomszédos Transvaal nem ismerte el Utrecht létrejöttét. Délen Andries Pretorius búr vezető 1852. december 27-én kelt nyilatkozatában is helytelenítette a köztársaság kikiáltását. Ennek nyilvánvalóan az volt az oka, hogy a búrok ódzkodtak a britekkel való konfliktustól, főleg Kliprivier annektálása után, mivel a Buffel-folyó a határviták egyik témája volt a két a fél között.
1858. május 8-án az Utrechti Köztársaság összeolvadt a Lydenburgi Köztársasággal. 1860-ban a Transvaal Köztársasághoz kerültek, majd a Natal Köztársaság részei lettek.

## Fordítás
- Ez a szócikk részben vagy egészben  a   Republik Utrecht című német Wikipédia-szócikk fordításán alapul.  Az eredeti cikk szerkesztőit annak laptörténete sorolja fel. Ez a jelzés csupán a megfogalmazás eredetét és a szerzői jogokat jelzi, nem szolgál a cikkben szereplő információk forrásmegjelöléseként.